# Brooke Monk
Brooke Monk (Jacksonville, 31 januari 2003) is een Amerikaans influencer en socialmediapersoonlijkheid. Ze begon haar carrière op sociale media in 2019 met dans- en lipsync-filmpjes op TikTok, waarmee ze miljoenen volgers vergaarde. Ze werd ook actief op YouTube en Instagram met content over mode, beauty en persoonlijk nieuws. Met bijna 40 miljoen (2025) volgers is Monk een van 's werelds populairste tiktokkers.

## Bron
- (en)  Bill Cyril Salasya, "Brooke Monk's net worth and earnings from over 50M social media followers'", Tuko, 10 april 2025.